# IBSF U21-Snookerweltmeisterschaft
Die IBSF U21-Snookerweltmeisterschaft (engl. IBSF World Under-21 Championship oder auch IBSF World Junior Championship) ist ein Snookerturnier, das seit 1987 ausgetragen wird.
Austragender Verband ist die International Billiards & Snooker Federation. Teilnahmeberechtigt sind, im Gegensatz zur IBSF-Snookerweltmeisterschaft, nur Spieler unter 21 Jahren.

## Herrenturnier

### Geschichte
Der Sieg bei der U21-Weltmeisterschaft war, wie auch ein solcher bei der IBSF-Snookerweltmeisterschaft, bis 2017 eine von mehreren Möglichkeiten, sich für die Snooker Main Tour zu qualifizieren.
Die U21-Weltmeister Ken Doherty, Peter Ebdon, Ronnie O’Sullivan und Neil Robertson wurden später auch Snookerweltmeister bei den Profis.

### Weltmeister
| Jahr | Austragungsort                       | Sieger                               | Ergebnis                             | Finalist                             | Halbfinalisten 1                     |
| ---- | ------------------------------------ | ------------------------------------ | ------------------------------------ | ------------------------------------ | ------------------------------------ |
| 1987 | Hastings                             | Jonathan Birch                       | 4:1                                  | Stefan Mazrocis                      | Paul Cavney                          |
| 1987 | Hastings                             | Jonathan Birch                       | 4:1                                  | Stefan Mazrocis                      | Darren Morgan                        |
| 1988 | Bangkok                              | Brian Morgan                         | 6:1                                  | Jason Peplow                         | Paul Cavney                          |
| 1988 | Bangkok                              | Brian Morgan                         | 6:1                                  | Jason Peplow                         | Noppadon Noppachorn                  |
| 1989 | Reykjavík                            | Ken Doherty                          | 11:5                                 | Jason Ferguson                       | Troy Shaw                            |
| 1989 | Reykjavík                            | Ken Doherty                          | 11:5                                 | Jason Ferguson                       | Peter Ebdon                          |
| 1990 | Brisbane                             | Peter Ebdon                          | 11:9                                 | Oliver King                          | Amrik Cheema                         |
| 1990 | Brisbane                             | Peter Ebdon                          | 11:9                                 | Oliver King                          | Lee Grant                            |
| 1991 | Bangalore                            | Ronnie O’Sullivan                    | 11:4                                 | Patrick Delsemme                     | Ray van den Nouwland                 |
| 1991 | Bangalore                            | Ronnie O’Sullivan                    | 11:4                                 | Patrick Delsemme                     | Sonic Multani                        |
| 1992 | Brunei                               | Robin Hull                           | 11:7                                 | Patrick Delsemme                     | Indika Dodangoda                     |
| 1992 | Brunei                               | Robin Hull                           | 11:7                                 | Patrick Delsemme                     | Stuart Lawler                        |
| 1993 | Reykjavík                            | Kristján Helgason                    | 11:7                                 | Indika Dodangoda                     | Jóhannes B. Jóhannesson              |
| 1993 | Reykjavík                            | Kristján Helgason                    | 11:7                                 | Indika Dodangoda                     | Johan van Goetham                    |
| 1994 | Helsinki                             | Quinten Hann                         | 11:10                                | David Gray                           | Jonathan Nelson                      |
| 1994 | Helsinki                             | Quinten Hann                         | 11:10                                | David Gray                           | Jóhannes B. Jóhannesson              |
| 1995 | Singapur                             | Alan Burnett                         | 11:6                                 | Kwan Poomjang                        | Marlon Manalo                        |
| 1995 | Singapur                             | Alan Burnett                         | 11:6                                 | Kwan Poomjang                        | Johl Younger                         |
| 1996 | Johannesburg                         | Chan Kwok Ming                       | 11:6                                 | Risto Väyrynen                       | Atthasit Mahitthi                    |
| 1996 | Johannesburg                         | Chan Kwok Ming                       | 11:6                                 | Risto Väyrynen                       | Stephen Maguire                      |
| 1997 | Carlow                               | Marco Fu                             | 11:7                                 | Björn Haneveer                       | Andrew Norman                        |
| 1997 | Carlow                               | Marco Fu                             | 11:7                                 | Björn Haneveer                       | Robert Murphy                        |
| 1998 | Rabat                                | Luke Simmonds                        | 11:2                                 | Robert Murphy                        | Johl Younger                         |
| 1998 | Rabat                                | Luke Simmonds                        | 11:2                                 | Robert Murphy                        | Roy Stolk                            |
| 1999 | Kairo                                | Rodney Goggins                       | 11:4                                 | Rolf de Jong                         | Manan Chandra                        |
| 1999 | Kairo                                | Rodney Goggins                       | 11:4                                 | Rolf de Jong                         | Thomas Dowling                       |
| 2000 | Bangalore                            | Luke Fisher                          | 11:5                                 | Steven Bennie                        | Ben Farnworth                        |
| 2000 | Bangalore                            | Luke Fisher                          | 11:5                                 | Steven Bennie                        | Rory McCarroll                       |
| 2001 | Stirling                             | Ricky Walden                         | 11:5                                 | Sean O’Neill                         | Steven Bennie                        |
| 2001 | Stirling                             | Ricky Walden                         | 11:5                                 | Sean O’Neill                         | Luke Fisher                          |
| 2002 | Riga                                 | Ding Junhui                          | 11:9                                 | David John                           | Steven Bennie                        |
| 2002 | Riga                                 | Ding Junhui                          | 11:9                                 | David John                           | Pankaj Advani                        |
| 2003 | Taupō                                | Neil Robertson                       | 11:5                                 | Liu Song                             | Ding Junhui                          |
| 2003 | Taupō                                | Neil Robertson                       | 11:5                                 | Liu Song                             | Mark Allen                           |
| 2004 | Carlow                               | Gary Wilson                          | 11:5                                 | Kobkit Palajin                       | Liang Wenbo                          |
| 2004 | Carlow                               | Gary Wilson                          | 11:5                                 | Kobkit Palajin                       | Judd Trump                           |
| 2005 | Manama                               | Liang Wenbo                          | 11:9                                 | Tian Pengfei                         | Li Hang                              |
| 2005 | Manama                               | Liang Wenbo                          | 11:9                                 | Tian Pengfei                         | Robert Stephen                       |
| 2006 | nicht ausgetragen                    | nicht ausgetragen                    | nicht ausgetragen                    | nicht ausgetragen                    | nicht ausgetragen                    |
| 2007 | Goa                                  | Michael Georgiou                     | 11:6                                 | Zhang Anda                           | Vincent Muldoon                      |
| 2007 | Goa                                  | Michael Georgiou                     | 11:6                                 | Zhang Anda                           | Daniel Wells                         |
| 2008 | nicht ausgetragen                    | nicht ausgetragen                    | nicht ausgetragen                    | nicht ausgetragen                    | nicht ausgetragen                    |
| 2009 | Kisch                                | Noppon Saengkham                     | 9:8                                  | Soheil Vahedi                        | Liu Chuang                           |
| 2009 | Kisch                                | Noppon Saengkham                     | 9:8                                  | Soheil Vahedi                        | Li Yan                               |
| 2010 | Letterkenny                          | Sam Craigie                          | 9:8                                  | Li Hang                              | Stephen Craigie                      |
| 2010 | Letterkenny                          | Sam Craigie                          | 9:8                                  | Li Hang                              | Vincent Muldoon                      |
| 2011 | Montreal                             | Thanawat Tirapongpaiboon             | 9:3                                  | Noppon Saengkham                     | Nick Jennings                        |
| 2011 | Montreal                             | Thanawat Tirapongpaiboon             | 9:3                                  | Noppon Saengkham                     | Li Hang                              |
| 2012 | Wuxi                                 | Lü Haotian                           | 9:6                                  | Zhu Yinghui                          | Zhou Yuelong                         |
| 2012 | Wuxi                                 | Lü Haotian                           | 9:6                                  | Zhu Yinghui                          | Hammad Miah                          |
| 2013 | Peking                               | Lu Ning                              | 9:4                                  | Zhou Yuelong                         | Yuan Sijun                           |
| 2013 | Peking                               | Lu Ning                              | 9:4                                  | Zhou Yuelong                         | Oliver Lines                         |
| 2014 | Fudschaira                           | Hossein Vafaei                       | 8:3                                  | Josh Boileau                         | Mateusz Baranowski                   |
| 2014 | Fudschaira                           | Hossein Vafaei                       | 8:3                                  | Josh Boileau                         | Zhao Xintong                         |
| 2015 | Bukarest                             | Boonyarit Keattikun                  | 8:7                                  | Jamie Rhys Clarke                    | Wang Yuchen                          |
| 2015 | Bukarest                             | Boonyarit Keattikun                  | 8:7                                  | Jamie Rhys Clarke                    | Josh Boileau                         |
| 2016 | Mol                                  | Xu Si                                | 6:5                                  | Alexander Ursenbacher                | Lukas Kleckers                       |
| 2016 | Mol                                  | Xu Si                                | 6:5                                  | Alexander Ursenbacher                | Cheung Ka Wai                        |
| 2017 | Peking                               | Fan Zhengyi                          | 7:6                                  | Luo Honghao                          | Zhang Jiankang                       |
| 2017 | Peking                               | Fan Zhengyi                          | 7:6                                  | Luo Honghao                          | Tyler Rees                           |
| 2018 | Jinan                                | Wu Yize                              | 6:4                                  | Pongsakron Chongjairak               | Zhao Jianbo                          |
| 2018 | Jinan                                | Wu Yize                              | 6:4                                  | Pongsakron Chongjairak               | Chang Bingyu                         |
| 2019 | Qingdao                              | Zhao Jianbo                          | 6:1                                  | Pang Junxu                           | Liu Hongyu                           |
| 2019 | Qingdao                              | Zhao Jianbo                          | 6:1                                  | Pang Junxu                           | Jiang Jun                            |
| 2020 | keine Austragung (COVID-19-Pandemie) | keine Austragung (COVID-19-Pandemie) | keine Austragung (COVID-19-Pandemie) | keine Austragung (COVID-19-Pandemie) | keine Austragung (COVID-19-Pandemie) |
| 2021 | Doha                                 | Florian Nüßle                        | 6:5                                  | Taweesap Kongkitchertchoo            | Mohamed Thaha Irshath                |
| 2021 | Doha                                 | Florian Nüßle                        | 6:5                                  | Taweesap Kongkitchertchoo            | Alexander Widau                      |
| 2022 | Bukarest                             | Liam Davies                          | 5:1                                  | Antoni Kowalski                      | Florian Nüßle                        |
| 2022 | Bukarest                             | Liam Davies                          | 5:1                                  | Antoni Kowalski                      | Bulcsú Révész                        |
| 2023 | Riad                                 | Liam Davies                          | 5:2                                  | Alexander Widau                      | Lan Yuhao                            |
| 2023 | Riad                                 | Liam Davies                          | 5:2                                  | Alexander Widau                      | Muhammad Hamza Ilyas                 |
| 2024 | Bengaluru                            | Michał Szubarczyk                    | 5:1                                  | Alexander Widau                      | Tirdad Azadipour                     |
| 2024 | Bengaluru                            | Michał Szubarczyk                    | 5:1                                  | Alexander Widau                      | Lomnaw Issarangkun                   |
| 2025 | Manama                               | Sebastian Milewski                   | 5:0                                  | Pan Yiming                           | Ahsan Ramzan                         |
| 2025 | Manama                               | Sebastian Milewski                   | 5:0                                  | Pan Yiming                           | Hu Jiayun                            |

## Damenturnier

### Geschichte
2007 wurde die U21-WM erstmals auch für Frauen ausgetragen. Nachdem das Turnier bis 2013 nicht ausgespielt wurde, findet es nun seit 2014 jährlich parallel zum Herrenturnier statt. Rekordsiegerin ist die Thailänderin Nutcharut Wongharuthai, die von 2015 bis 2019 immer im Finale stand und dabei dreimal Weltmeisterin wurde.

### Weltmeisterinnen
| Jahr      | Austragungsort                       | Siegerin                             | Ergebnis                             | Finalistin                           | Halbfinalistinnen 2                  |
| --------- | ------------------------------------ | ------------------------------------ | ------------------------------------ | ------------------------------------ | ------------------------------------ |
| 2007      | Goa                                  | Bi Zhuqing                           | 4:2                                  | Ng On Yee                            | Arantxa Sanchis                      |
| 2007      | Goa                                  | Bi Zhuqing                           | 4:2                                  | Ng On Yee                            | Ramona Belmont 3                     |
| 2008–2013 | nicht ausgetragen                    | nicht ausgetragen                    | nicht ausgetragen                    | nicht ausgetragen                    | nicht ausgetragen                    |
| 2014      | Fudschaira                           | Jessica Woods                        | 4:3                                  | Waratthanun Sukritthanes             | Darja Sirotina                       |
| 2014      | Fudschaira                           | Jessica Woods                        | 4:3                                  | Waratthanun Sukritthanes             | Siripaporn Nuanthakhamjan            |
| 2015      | Bukarest                             | Siripaporn Nuanthakhamjan            | 5:2                                  | Nutcharut Wongharuthai               | Varsha Sanjeev                       |
| 2015      | Bukarest                             | Siripaporn Nuanthakhamjan            | 5:2                                  | Nutcharut Wongharuthai               | Nikoleta Nikolova                    |
| 2016      | Mol                                  | Nutcharut Wongharuthai               | 5:4                                  | Siripaporn Nuanthakhamjan            | Kamila Khodjaeva                     |
| 2016      | Mol                                  | Nutcharut Wongharuthai               | 5:4                                  | Siripaporn Nuanthakhamjan            | Varsha Sanjeev                       |
| 2017      | Peking                               | Nutcharut Wongharuthai               | 5:3                                  | Xia Yuying                           | Siripaporn Nuanthakhamjan            |
| 2017      | Peking                               | Nutcharut Wongharuthai               | 5:3                                  | Xia Yuying                           | Bai Yulu                             |
| 2018      | Jinan                                | Nutcharut Wongharuthai               | 4:2                                  | Bai Yulu                             | Xia Yuying                           |
| 2018      | Jinan                                | Nutcharut Wongharuthai               | 4:2                                  | Bai Yulu                             | Thitaphon Nakkaew                    |
| 2019      | Qingdao                              | Bai Yulu                             | 4:0                                  | Nutcharut Wongharuthai               | Siripaporn Nuanthakhamjan            |
| 2019      | Qingdao                              | Bai Yulu                             | 4:0                                  | Nutcharut Wongharuthai               | Ploychompoo Laokiatphong             |
| 2020      | keine Austragung (COVID-19-Pandemie) | keine Austragung (COVID-19-Pandemie) | keine Austragung (COVID-19-Pandemie) | keine Austragung (COVID-19-Pandemie) | keine Austragung (COVID-19-Pandemie) |
| 2021      | keine Austragung (COVID-19-Pandemie) | keine Austragung (COVID-19-Pandemie) | keine Austragung (COVID-19-Pandemie) | keine Austragung (COVID-19-Pandemie) | keine Austragung (COVID-19-Pandemie) |
| 2022      | Bukarest                             | Panchaya Channoi                     | 4:1                                  | Anupama Ramachandran                 | Keerthana Pandian                    |
| 2022      | Bukarest                             | Panchaya Channoi                     | 4:1                                  | Anupama Ramachandran                 | Ploychompoo Laokiatphong             |
| 2023      | Riad                                 | Keerthana Pandian                    | 3:2                                  | Anupama Ramachandran                 | Natasha Chethan                      |
| 2023      | Riad                                 | Keerthana Pandian                    | 3:2                                  | Anupama Ramachandran                 | Chan Wai Lam                         |
| 2024      | Bengaluru                            | Natasha Chethan                      | 3:2                                  | Narucha Phoemphul                    | Chan Wai Lam                         |
| 2024      | Bengaluru                            | Natasha Chethan                      | 3:2                                  | Narucha Phoemphul                    | Mohitha R. T.                        |